# حي با ذيب (أحور أبين)
حي با ذيب (أحور) هو أحد أحياء مدينة أحور في محافظة أبين اليمنية. يبلغ تعداد سكانه 1684 نسمة حسب التعداد السكاني في اليمن لعام 2004.